# 신동규 (야구 선수)
신동규(申東葵, 1989년 10월 9일 ~ )은 KBO 리그 두산 베어스의 선수이다.

## 출신 학교
- 대현초등학교
- 제일중학교
- 경주고등학교
- 탐라대학교